# Движение социалистов
Движение социалистов (серб. Покрет социјалиста; сокр. ПС) — националистическая политическая партия в Сербии.

## История
Основанное в 2008 году, его возглавляет бывший член Союза коммунистов — Движения за Югославию, «Югославских левых» и Социалистической партии Сербии Александр Вулин. Входит в правящую коалицию с Сербской прогрессивной партией (СНС). 
Движение было сформировано бывшими членами Социалистической партии Сербии, поскольку они не были согласны с проевропейской политикой партии; однако оно было членом проевропейских коалиций, возглавляемых СНС, на выборах  2012 и 2014 года.

## Законотворчество
В 2024 году внесли в Скупщину законопроект об иноагентах, аналогичный российским закону.

## Результаты выборов

### Парламентские выборы
| Выборы | Лидер           | Коалиция   | Голосов   | %       | Мест     | +/- | Место        | Отношение к власти |
| ------ | --------------- | ---------- | --------- | ------- | -------- | --- | ------------ | ------------------ |
| 2012   | Александр Вулин | вокруг СНС | 940,659   | 24.05 % | 1 из 250 |     | 1-e (КСНС)   | Правительство      |
| 2014   | Александр Вулин | вокруг СНС | 1,727,444 | 48.34 % | 3 из 250 | ▲ 2 | ▬ 1-e (КСНС) | Правительство      |
| 2016   | Александр Вулин | вокруг СНС | 1,823,147 | 48.24 % | 3 из 250 | ▬ 0 | ▬ 1-e (КСНС) | Правительство      |
| 2020   | Александр Вулин | вокруг СНС | 1,953,998 | 60.65 % | 3 из 250 | ▬ 0 | ▬ 1-e (КСНС) | Правительство      |